# Epicedia maculatrix
Epicedia maculatrix är en skalbaggsart som först beskrevs av Perty 1831.  Epicedia maculatrix ingår i släktet Epicedia och familjen långhorningar. Inga underarter finns listade i Catalogue of Life.